# Grand Prix Criquielion
De Grand Prix Criquielion is een eendaagse wielerwedstrijd in Wallonië. De wedstrijd werd in 1991 voor het eerst georganiseerd. Sinds 2012 maakt ze deel uit van de UCI Europe Tour. Tot en met 2022 was de koers als categorie 1.2 wedstrijd geclassificeerd, vanaf 2023 als 1.1 wedstrijd.
De wedstrijd werd vernoemd naar haar eerste winnaar en Waal Claude Criquielion.

## Lijst van winnaars

### Meervoudige winnaars
| Overwinningen | Renner        | Jaren      |
| ------------- | ------------- | ---------- |
| 2             | Jelle Wallays | 2010, 2015 |

### Overwinningen per land
| Overwinningen | Land                                                          |
| ------------- | ------------------------------------------------------------- |
| 23            | België                                                        |
| 2             | Australië                                                     |
| 1             | Canada, Nederland, Nieuw-Zeeland, Verenigd Koninkrijk, Italië |

2005 · 
2006 · 
2007 · 
2008 · 
2009 · 
2010 · 
2011 · 
2012 · 
2013 · 
2014 · 
2015 · 
2016 · 
2017 ·
2018 ·
2019 ·
2020 ·
2021 ·
2022 ·
2023 ·
2024 ·
2025
Belangrijkste etappewedstrijden

Internationaal Wegcriterium · Driedaagse Brugge-De Panne · Ronde van de Alpen · Vierdaagse van Duinkerke · Ronde van Beieren · Ronde van Noorwegen · Ronde van België · Ronde van Luxemburg · Ronde van Oostenrijk · Ronde van Wallonië · Ronde van Burgos · Ronde van Denemarken · Arctic Race of Norway · Ronde van Groot-Brittannië
Belangrijkste eendaagse wedstrijden

Trofeo Laigueglia · GP Lugano · GP Nobili Rubinetterie · Dwars door Vlaanderen · Scheldeprijs · Brabantse Pijl · GP Kanton Aargau · Brussels Cycling Classic · GP Fourmies · Primus Classic Impanis-Van Petegem · Ronde van de Drie Valleien · Milaan-Turijn · Ronde van Piemonte · Ronde van het Münsterland · Ronde van Emilia · Parijs-Tours · GP Bruno Beghelli